# STARD5
STARD5 (англ. StAR related lipid transfer domain containing 5) – білок, який кодується однойменним геном, розташованим у людей на короткому плечі 15-ї хромосоми. Довжина поліпептидного ланцюга білка становить 213 амінокислот, а молекулярна маса — 23 794.
| 10         |  | 20         |  | 30         |  | 40         |  | 50         |
| ---------- |  | ---------- |  | ---------- |  | ---------- |  | ---------- |
| MDPALAAQMS |  | EAVAEKMLQY |  | RRDTAGWKIC |  | REGNGVSVSW |  | RPSVEFPGNL |
| YRGEGIVYGT |  | LEEVWDCVKP |  | AVGGLRVKWD |  | ENVTGFEIIQ |  | SITDTLCVSR |
| TSTPSAAMKL |  | ISPRDFVDLV |  | LVKRYEDGTI |  | SSNATHVEHP |  | LCPPKPGFVR |
| GFNHPCGCFC |  | EPLPGEPTKT |  | NLVTFFHTDL |  | SGYLPQNVVD |  | SFFPRSMTRF |
| YANLQKAVKQ |  | FHE        |  |            |  |            |  |            |

A: Аланін

C: Цистеїн

D: Аспарагінова кислота

E: Глутамінова кислота

F: Фенілаланін

G: Гліцин

H: Гістидин

I: Ізолейцин

K: Лізин

L: Лейцин

M: Метіонін

N: Аспарагін

P: Пролін

Q: Глутамін

R: Аргінін

S: Серин

T: Треонін

V: Валін

W: Триптофан

Задіяний у таких біологічних процесах, як транспорт, транспорт ліпідів, альтернативний сплайсинг. 
Білок має сайт для зв'язування з ліпідами. 